# AMOS (小惑星)
AMOS (8721 AMOS) は小惑星帯の外縁付近、ヒルダ群よりやや内側の軌道に位置する小惑星である。ハワイ州・マウイ島のハレアカラ山にあるアメリカ空軍マウイ光学観測所 (Air Force Maui Optical and Supercomputing observatory) で発見された。
観測施設の略称から名付けられた。